# Retable de Saint-Luc
La Retable de Saint-Luc  (en italien Polittico di san Luca) est un tableau  du peintre  de la Renaissance Andrea Mantegna,   conservé aujourd'hui à la pinacothèque de Brera, à Milan.

## Histoire
Retable  initialement destiné au maître-autel à la chapelle Saint-Luc de la basilique Sainte-Justine de Padoue, il est commandité à Andrea Mantegna par Sigismondo de' Folperti de Pavie en 1453 (entré chez les Bénédictins sous le nom de frère Mauro). Le retable y reste jusqu'en 1797. 
C'est un tableau réalisé entre 1453 et 1454 a  tempera sur panneau de  177 × 230 cm. L'encadrement (perdu) avait été sculpté par maître Guglielmo à Vérone, et les rehauts d'or et d'azur ont été payés à maître Guzon en février 1455.

## Thème
Plusieurs panneaux représentent des saints bénédictins dont le choix est directement lié aux reliques conservées dans cette église depuis sa fondation : 
Daniel de Padoue (patron de la ville), saint Jérôme, saint Maxime (évêque de Padoue), saint Julien, saint Luc, sainte Félicité de Padoue, saint Prosdocime (patron de Padoue), saint Benoît, sainte Justine de Padoue,, avec un Christ de douleur, la Vierge et l'apôtre Jean, témoins directs de  la Passion du Christ.

## Composition

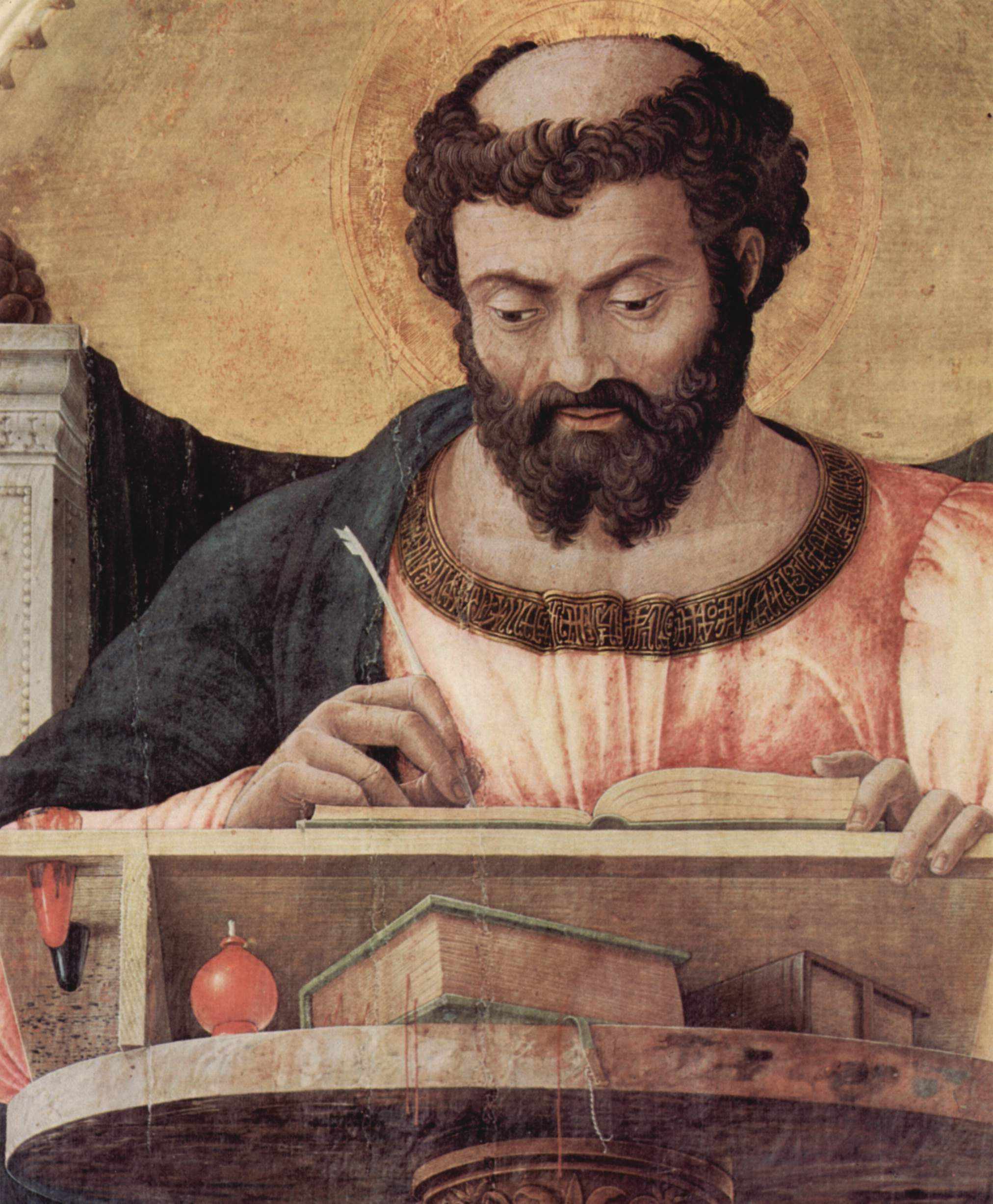
Saint Luc à son pupitre.

Au centre, saint Luc, assis dans un siège sculpté, est dans la posture du bénédictin travaillant au scriptorium avec ses instruments et son lutrin  posé sur une colonne en marbre chiqueté qui porte la signature de Mantegna : OPUS/ANDREAE/MANTEGNA. Des fruits sont posés sur le haut des montants du dossier et certains reposent aussi sur le sol (allégorie) devant ses pieds chaussés de sandales.
De part et d'autre de ce panneau central de grandes dimensions (140 × 67 cm) les saints Prosdocime et Benoît le côtoient, et aux extrémités sont placées les saintes Félicité et Justine (de gauche à droite).
Au-dessus, dans le registre supérieur, le centre est occupé par le Christ en Homme de douleurs, par Marie à gauche et Jean à droite, les saints Daniel de Padoue et  Jérôme sont représentés dans des panneaux (de 69 × 49 cm) à gauche et les saints Maxime et Julien dans les panneaux de mêmes dimensions, à droite.
Chaque panneau est séparé des autres horizontalement par des colonnes carrées à chapiteaux en bas-relief doré, chacun dans une ouverture ogivale. Tous les personnages  du registre supérieur semblent être placés dans une galerie (leurs pieds ne sont pas visibles), ceux du registre inférieur sont représentés entier, en pied, et ils reposent sur une base de marbre chiqueté multicolore, plus haute d edeux marches pour saint Luc

## Analyse
Tout le talent de la représentation des différents matériaux de Mantegna s'exprime : des marbres simulés aux cernes du bois du lutrin voire aux échardes du bois. 
Des détails fins sont observables comme les différents signets en ruban rouge du livre de l'intérieur du lutrin, aux taches d'encre rouge également sur l'encrier à gauche, des essuyages des mains sous la tablette à droite.
Le rouge couleur symbolique (amour divin, et honneur de  la mémoire des apôtres, des évangélistes et des martyrs) est également présent  dans les drapés, hampe de drapeau, épée, couvertures des livres... et évidemment dans la plaie que porte le Christ à son côté. La Vierge même (dont les couleurs mariales sont habituellement le blanc et le bleu) est revêtue d'une robe noire sur un habit rouge (habit du deuil ?).